# Morten Bakke
Morten Bakke (Sør-Aurdal, 1968. december 16. –) norvég válogatott labdarúgókapus.
A norvég válogatott tagjaként részt vett a 2000-es Európa-bajnokságon.

## Sikerei, díjai
Egyéni
- Az év kapusa Norvégiában (3): 1997, 1998, 1999